# Laran
Laran é uma comuna francesa na região administrativa de Occitânia, no departamento dos Altos Pirenéus. Estende-se por uma área de 3,44 km². Em 2010 a comuna tinha 48 habitantes (densidade: 14 hab./km²).